# Попасное (Харьковская область)
Попасное (укр. Попасне), село, 
Бугаевский сельский совет,
Изюмский район,
Харьковская область.
Код КОАТУУ — 6322882002. Население по переписи 2001 года составляет 49 (20/29 м/ж) человек.

## Географическое положение
Село Попасное находится на расст в 1,5 км от сёл Россоховатое, Копанки (Бугаевский с/с) и Ясиноватое.
К селу примыкает небольшой лесной массив урочище Попасный Лес (дуб).

## Экономика
- Молочно-товарная ферма.